# Спирометр

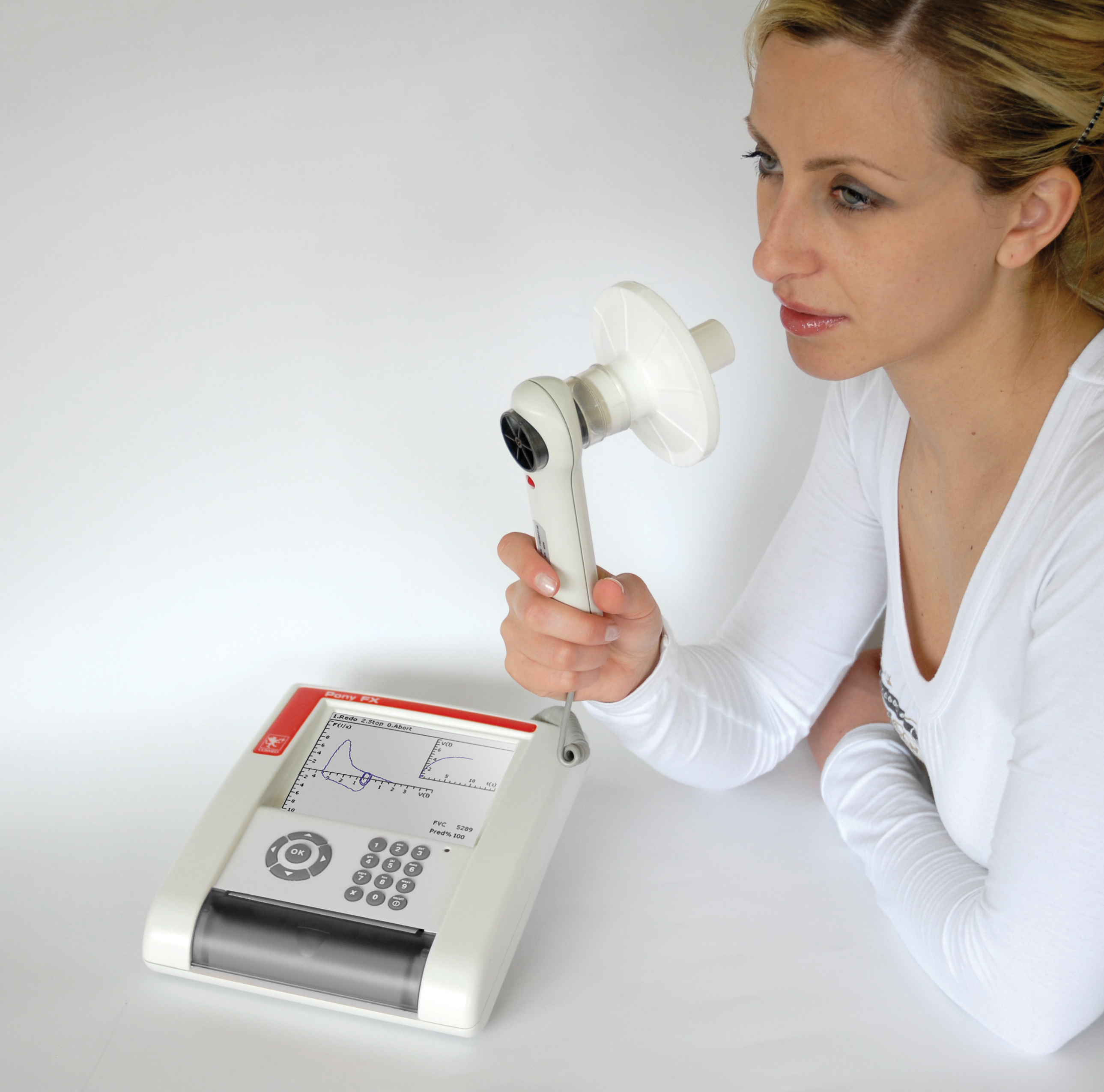
портативный спирометр

Спиро́метр (лат. spirometer — от spiro — дую, дышу и meter — измерять) — медицинский прибор для измерения объёма воздуха, поступающего из лёгких при наибольшем выдохе после наибольшего вдоха. Спирометр применяется для определения дыхательной способности. Процесс измерения жизненной ёмкости лёгких при помощи спирометра называется спироме́трией.
Данный прибор применяется для оценки состояния дыхательной системы человека с помощью измерения и вычисления всех основных параметров дыхания и визуализации процесса дыхания.
Области применения:
- в отделениях функциональной диагностики амбулаторных и стационарных медицинских учреждений;
- в медицинских научно-исследовательских институтах;
- в кабинетах семейных врачей и клиниках семейной медицины;
- в спортивной, авиационно-космической и военной медицине;
- в медицинской службе предприятий для проведения предварительных и периодических медицинских осмотров.